# Barby (Ardennes)
Barby je francouzská obec v departementu Ardensko v regionu Grand Est, asi 20 km severovýchodně od Remeše. V roce 2011 zde žilo 377 obyvatel.

## Sousední obce
Acy-Romance, Arnicourt, Écly, Château-Porcien, Nanteuil-sur-Aisne, Rethel, Sorbon, Taizy

## Zajímavosti
- V zaniké obci Gerson na území Barby se narodil Jean Gerson (1363-1429), filosof a teolog, kancléř pařížské Sorbonny a jeden ze žalobců v procesu proti M. Janu Husovi.
- Severně od obce jsou lomy na křídu.

## Vývoj počtu obyvatel
Počet obyvatel 